# Alexandre Thomas (peintre)
Pour les articles homonymes, voir Alexandre Thomas et Thomas.
Alexandre Thomas est un peintre belge, né à Malmedy (alors en Prusse) en 1810 et mort à Bruxelles en 1898.

## Biographie
Il étudia à l'académie d'Anvers avec Mathieu-Ignace Van Brée, puis à Düsseldorf auprès de Wilhelm von Schadow ; il choisit ensuite de prendre la nationalité belge et de s'établir à Bruxelles. On lui doit des tableaux représentant des scènes historiques ou religieuses, ainsi que des portraits. Il prit part à l'Exposition universelle de Paris en 1855 ; il obtint une médaille de troisième classe à l'Exposition universelle de Paris en 1889.

## Honneurs
- Chevalier de l'ordre de Léopold (Belgique, Arrêté royal du 2 décembre 1854)[2].
- Officier de l'ordre de Léopold (Belgique, Arrêté royal du 5 octobre 1866) [3].